# Löwenbrunnen (Darmstadt, Stadtkirchplatz)
Der Löwenbrunnen ist ein Brunnen in Darmstadt.

## Geschichte und Beschreibung
Der Löwenbrunnen stand ursprünglich vor der Gaststätte Zum Goldenen Löwen in der Große Ochsengasse 2 in Darmstadt. Im Jahre 1897 wurde der Brunnen in den Hof der Viktoriaschule versetzt. Heute steht der Löwenbrunnen auf dem Stadtkirchplatz.
Der Bildhauer Franz Harres modellierte 1835 in Rom den ruhenden Löwen aus rotem Sandstein. Die Basis aus rotem Sandstein  mit den wasserspeienden, metallenen Löwenköpfen stammt wahrscheinlich von dem Bildhauer Johann Baptist Scholl dem Älteren. Vor der Basis befinden sich auf drei Seiten halbrunde Schalen als Wasserauffang.